# 石川町 (横浜市)
石川町（いしかわちょう）は、神奈川県横浜市中区の町名。現行行政地名は石川町1丁目から石川町5丁目（字丁目）。住居表示未実施区域。

## 地理
中村川に沿って1丁目～5丁目からなる。元町、山手町、打越、南区中村町、中村川を挟んで吉浜町、松影町、寿町、長者町と隣接する。
多くが住宅地で、中村川を隔てて隣接する吉浜町との間に根岸線石川町駅が設置され、元町口は石川町2丁目に当たる。首都高速道路の石川町ジャンクションおよび石川町入口の所在地は吉浜町であり、石川町内には当たらない。

### 地価
商業地の地価は、2025年（令和7年）1月1日の公示地価によれば、石川町2丁目61番1の地点で85万6000円/m²となっている。

## 歴史
洲干湊（しゅうかんみなと）と呼ばれた入江の南岸に位置し、武蔵国久良岐郡石川村と称したが、石川村は1595年（文禄4年）に中村・堀之内村・横浜村に分村し、当地は中村のうちとなった。
洲干湊は1667年（寛文7年）に吉田新田、1884年（文化元年）に横浜新田、1856年（安政3年）に太田屋新田が開発され、1859年（安政6年）の横浜港開港後は更に埋め立てが進み、1874年（明治6年）には中村川を隔てた地区は全て陸地化した。同年に中村のうち町並みが整っている所が横浜町へ編入されて石川町が起立、翌1875年（明治7年）には同様に石川仲町も起立した。
1923年（大正12年）9月1日、関東大震災が発生。避難民が市内中心部の火災を避けるため石川町に殺到したが、大丸谷（現1丁目）の地形に阻まれて数十人が死亡。震災50周年目には地元の有志により地蔵尊が建立された。
1938年（昭和13年）6月30日、大丸谷で集中豪雨により がけ崩れが発生。ホテル・ニュー・ヨコハマなど5棟が倒壊して9人が死亡、重軽傷6人。

### 沿革
- 1874年（明治6年） 久良岐郡中村より横浜町へ編入されて石川町が起立。
- 1875年（明治7年） 久良岐郡中村より横浜町へ編入されて石川仲町が起立。
- 1878年（明治11年） 郡区町村編制法の神奈川県での施行により、横浜町が横浜区となる。
- 1889年（明治22年） 市制施行により、横浜区が横浜市になる。
- 1935年（昭和10年） 町界町名整理の際、石川仲町、山手町、元町の各一部を石川町に編入し、中村町との境界を変更する[8]。
- 1964年（昭和39年） 根岸線が開通[9]、石川町駅が設置される。

## 世帯数と人口
2025年（令和7年）6月30日現在（横浜市発表）の世帯数と人口は以下の通りである。
| 丁目        | 世帯数    | 人口    |
| ----------- | --------- | ------- |
| 石川町1丁目 | 470世帯   | 686人   |
| 石川町2丁目 | 308世帯   | 458人   |
| 石川町3丁目 | 522世帯   | 735人   |
| 石川町4丁目 | 184世帯   | 316人   |
| 石川町5丁目 | 550世帯   | 872人   |
| 計          | 2,034世帯 | 3,067人 |

### 人口の変遷
国勢調査による人口の推移。
| 年                 | 人口  |
| ------------------ | ----- |
| 1995年（平成7年）  | 3,606 |
| 2000年（平成12年） | 3,415 |
| 2005年（平成17年） | 3,242 |
| 2010年（平成22年） | 3,375 |
| 2015年（平成27年） | 2,959 |
| 2020年（令和2年）  | 3,060 |

### 世帯数の変遷
国勢調査による世帯数の推移。
| 年                 | 世帯数 |
| ------------------ | ------ |
| 1995年（平成7年）  | 1,683  |
| 2000年（平成12年） | 1,698  |
| 2005年（平成17年） | 1,752  |
| 2010年（平成22年） | 1,849  |
| 2015年（平成27年） | 1,712  |
| 2020年（令和2年）  | 1,854  |

## 学区
市立小・中学校に通う場合、学区は以下の通りとなる（2024年11月時点）。
| 丁目        | 番地 | 小学校             | 中学校             |
| ----------- | ---- | ------------------ | ------------------ |
| 石川町1丁目 | 全域 | 横浜市立元街小学校 | 横浜市立港中学校   |
| 石川町2丁目 | 全域 | 横浜市立元街小学校 | 横浜市立港中学校   |
| 石川町3丁目 | 全域 | 横浜市立石川小学校 | 横浜市立平楽中学校 |
| 石川町4丁目 | 全域 | 横浜市立石川小学校 | 横浜市立平楽中学校 |
| 石川町5丁目 | 全域 | 横浜市立石川小学校 | 横浜市立平楽中学校 |

## 事業所
2021年現在の経済センサス調査による事業所数と従業員数は以下の通りである。
| 丁目        | 事業所数  | 従業員数 |
| ----------- | --------- | -------- |
| 石川町1丁目 | 153事業所 | 788人    |
| 石川町2丁目 | 74事業所  | 294人    |
| 石川町3丁目 | 36事業所  | 152人    |
| 石川町4丁目 | 15事業所  | 51人     |
| 石川町5丁目 | 29事業所  | 119人    |
| 計          | 307事業所 | 1,404人  |

### 事業者数の変遷
経済センサスによる事業所数の推移。
| 年                 | 事業者数 |
| ------------------ | -------- |
| 2016年（平成28年） | 314      |
| 2021年（令和3年）  | 307      |

### 従業員数の変遷
経済センサスによる従業員数の推移。
| 年                 | 従業員数 |
| ------------------ | -------- |
| 2016年（平成28年） | 1,524    |
| 2021年（令和3年）  | 1,404    |

## 施設
- 石川町駅前郵便局

## その他

### 日本郵便
- 郵便番号：231-0868[3]（集配局：横浜港郵便局[19]）

### 警察
町内の警察の管轄区域は以下の通りである。
| 丁目        | 番・番地等 | 警察署         | 交番・駐在所 |
| ----------- | ---------- | -------------- | ------------ |
| 石川町1丁目 | 全域       | 伊勢佐木警察署 | 寿町交番     |
| 石川町2丁目 | 全域       | 伊勢佐木警察署 | 寿町交番     |
| 石川町3丁目 | 全域       | 伊勢佐木警察署 | 寿町交番     |
| 石川町4丁目 | 全域       | 伊勢佐木警察署 | 寿町交番     |
| 石川町5丁目 | 全域       | 伊勢佐木警察署 | 寿町交番     |